# Monet Mazur
Monet Mazur (Los Angeles, 17 april 1976) is een Amerikaans actrice en model.

## Biografie
Monet Mazur werd in 1976 geboren in de Amerikaanse stad Los Angeles. Ze is genoemd naar de Franse kunstschilder Monet en groeide op in de voorstad Malibu. Haar vader Ruby was de illustrator van de bekende "tong" van de Rolling Stones en haar moeder was model. Nog in haar tienerjaren kreeg ze al een kleine rol in de film Addams Family Values uit 1993 en in de dramaserie Days of Our Lives. Haar eerste hoofdrol kwam in 1995 in de
horrorfilm Raging Angels. Hierop volgden grotere rollen in verschillende films en televisieseries, met onder meer belangrijke rollen in de films Blow uit 2001 en Torque uit 2004. Deze beide films waren echter geen succes. Met The House Bunny had ze meer kijkers. In 2010 speelde ze een gastrol in Chuck. In 2012 speelde ze in de televisiefilm "Adopting Terror", in 2012 speelde ze een gastrolletje in Rizzoli & Isles.
In april 2005 is Mazur getrouwd met Alex de Rakoff. Op 21 mei dat jaar kregen ze een zoon, Marlon. Hun tweede zoon Luciano Cy werd in 2011 geboren.